# オロモウツ - シュンペルク線
オロモウツ - シュンペルク線（チェコ語: Železniční trať Olomouc–Šumperk）は、チェコ国鉄の鉄道線の名称である。路線番号は290。
シテルンベルクを境に歴史が分かれる。オロモウツ～シテルンベルク間は、1870年に皇帝フェルディナント北部鉄道によって開業した。シテルンベルク～シュンペルク間は、1873年にモラヴァ国境鉄道によって開業した。オロモウツとシュンペルクを結んでいるが、特急列車が経由するのは隣接する270号線の方であり、こちらはローカル輸送が中心である。

## 運行形態

### 快速「スピェシニー(Sp)」
- シュンペルク - オロモウツ
朝通勤時と午後以降に運行する。ほとんどは平日のみの運行で、休日は南行一日1本のみの運行となる。
過去の運行形態
2015年以前は、平日のみ、一日1往復の運行であった。北行がウニチョフ停留所・トロウベリツェ停留所・リビナ・フラビシーンの4駅を、南行がトロウベリツェ・フラビシーンの2駅を通過していた。南行に限り、292号線のイェセニーク方面から直通していた。また、「ブラドロ」の愛称名がついていた。
2015年末に、ウニチョフ以北各駅停車となり、ウニチョフ停留所は北行に限り停車となった。また、上下とも292号線直通となった。さらに、北行に限り快速運転する普通列車が4本設定され、停車駅はボフニョヴィツェ・シュテルンベルク・ウーイェズド（一部はウニチョフ停留所）とウニチョフ駅以北の各駅であった。
2019年末に、北行が292号線への直通を取りやめた他、愛称無しの運行となった。また、快速運転する普通列車がフルショヴィツェ停車となった。
2021年末に、南行も292号線からの直通を取りやめた。
2023年6月11日より、快速運転する普通列車が快速に格上げされた他、朝通勤時と午後・夕方を中心に大幅に増発され、休日も南行一日1本が設定された。停車駅は、シテルンベルクとウニチョフ停留所以北各駅停車が主流となり、全ての駅に停車列車が設定された他、ウニチョフ停留所は上下とも停車・通過列車双方が設定された[1]。

### 普通
- ヴィシコフ - オロモウツ - シュンペルク
オロモウツ～ウニチョフ間は1時間に1本の運行、ウニチョフ～シュンペルク間は2時間に1本の運行。オロモウツ以南は270号線と直通し、ネザミスリツェやヴィシコフまで運行する。
過去の運行形態
2015年度以前は、全て各駅停車で、ほとんどがオロモウツ - シュンペルク間の運行であった。一日1往復に限り、292号線のハヌショヴィツェまで直通していた。フラビシーンは全列車が停車していた。
2015年12月以降、シュンペルク方面行のうち4本が快速運転する様になった。詳細は快速の項目を参照。
2020年度より、292号線との直通を取りやめた。
2023年度より、南行の一部がフルショヴィツェ通過となった。
2023年6月11日より、原則270号線と直通し、ネザミスリツェやヴィシコフまでの運行となった。また、フラビシーン通過の列車が設定された[1]。

## 駅一覧
以下では、チェコ国鉄290号線の駅と営業キロ、停車列車、接続路線などを一覧表で示す。
- 種別
  - Sp：快速
  - Os：普通
- 停車駅
  - ■印：全列車停車
  - ▼∧印：シュンペルク方面は停車、オロモウツ方面は通過
  - ∨▲印：オロモウツ方面は停車、シュンペルク方面は通過
  - ｜印：全列車通過

| 路線名 | 駅名                             | 駅間営業キロ | 累計営業キロ     | 累計営業キロ            | Sp | Os | 接続路線 | 所在地       | 所在地         |
| ------ | -------------------------------- | ------------ | ---------------- | ----------------------- | -- | -- | --- | ------------ | -------------- |
| 290    | オロモウツ駅                     |              | ブルノから 101.4 | シテルンベルクから 14.4 | ■  | ■  | 270号線（オストラヴァ方面、プラハ方面） 301号線（ネザミスリツェ方面）、309号線（セニツェ方面） 310号線（オストラヴァ方面） | オロモウツ州 | オロモウツ郡   |
| 290    | フルショヴィツェ駅               | 5.2          | 106.6            | 9.2                     | ○  | ■  | | オロモウツ州 | オロモウツ郡   |
| 290    | ボフニョヴィツェ駅               | 2.7          | 109.3            | 6.5                     | ○  | ■  | | オロモウツ州 | オロモウツ郡   |
| 290    | シタルノフ駅                     | 2.4          | 111.7            | 4.1                     | ○  | ■  | | オロモウツ州 | オロモウツ郡   |
| 290    | シテルンベルク駅                 | 4.1          | 115.8            | 0.0                     | ■  | ■  | | オロモウツ州 | オロモウツ郡   |
| 290    | バビツェ・ウ・シテルンベルカ駅   | 2.6          |                  | 2.6                     | ○  | ●  | | オロモウツ州 | オロモウツ郡   |
| 290    | ムラヂェヨヴィツェ駅             | 3.3          |                  | 5.9                     | ○  | ●  | | オロモウツ州 | オロモウツ郡   |
| 290    | ウーイェズド・ウ・ウニチョヴァ駅 | 4.2          |                  | 10.1                    | ○  | ●  | | オロモウツ州 | オロモウツ郡   |
| 290    | ウニチョフ停留所                 | 2.9          |                  | 13.0                    | ●  | ■  | | オロモウツ州 | オロモウツ郡   |
| 290    | ウニチョフ駅                     | 2.1          |                  | 15.1                    | ■  | ■  | | オロモウツ州 | オロモウツ郡   |
| 290    | トロウベリツェ駅                 | 4.2          |                  | 19.3                    | ■  | ■  | | オロモウツ州 | オロモウツ郡   |
| 290    | トロウベリツェ停留所             | 2.9          |                  | 22.2                    | ■  | ■  | | オロモウツ州 | オロモウツ郡   |
| 290    | ノヴァー・フラデチナー駅         | 1.1          |                  | 23.3                    | ■  | ■  | | オロモウツ州 | オロモウツ郡   |
| 290    | リビナ駅                         | 6.7          |                  | 30.0                    | ■  | ■  | | オロモウツ州 | シュンペルク郡 |
| 290    | フラビシーン駅                   | 3.2          |                  | 33.2                    | ■  | ●  | | オロモウツ州 | シュンペルク郡 |
| 290    | ノヴィー・マリーン駅             | 5.3          |                  | 38.5                    | ■  | ■  | | オロモウツ州 | シュンペルク郡 |
| 290    | シュンペルク駅                   | 5.3          |                  | 43.8                    | ■  | ■  | 291号線（コウティ方面、ネザミスリツェ方面） 292号線（ハヌショヴィツェ方面）                                                | オロモウツ州 | シュンペルク郡 |